# Roger Whitfield
Roger Cyril Whitfield (nascido em 29 de dezembro de 1943) é um ex-ciclista britânico. Defendeu as cores do Reino Unido dos 100 metros contrarrelógio nos Jogos Olímpicos de 1964, em Tóquio.